# 南裕
南 裕（みなみ ゆたか、1963年7月31日 - 2022年12月3日）は、催眠術師、催眠心理療法士。一般財団法人日本催眠術協会理事。催眠術スクールを主催し、積極的に後進の指導にあたるほか、制作、販売、イベント企画、運営などを手掛けていた。自らメディア出演するのみではなく、テレビ番組等で多くの催眠術監修を行っていた。
2022年12月3日に南が死去。59歳没。2023年1月10日に日本催眠術協会公式サイトや苫米地英人のブログで報告されたほか、翌々日に中井英史が自身のブログで報告した。

## 出演

### テレビ
- 探偵!ナイトスクープ（朝日放送）
  - 2000年6月9日 探し物を見つける催眠術
- パパパパパフィー（テレビ朝日）
  - 2000年7月12日
- ダヴィンチの予言（テレビ朝日）
  - 2002年1月26日 逆上がりが出来ない子どもに催眠術を掛けて逆上がり出来るようにさせた
- パラダイステレビ（スカパー!）
  - 2002年1月30日
  - 2002年4月10日
  - 2003年2月1日
- ナイナイサイズ!（日本テレビ）
  - 2003年5月3日
- ウソ800（フジテレビ）
  - 2003年7月5日
- ゼベックオンライン（TOKYO MX）
  - 2003年9月1日
- Pooh!（TBS）
  - 2003年9月17日 浮気をしない催眠術
- 渋い.tv（BS-i）
  - 2003年9月24日
- 朝は楽しく!スマイルサプリメント（テレビ東京）
  - 2004年7月30日
  - 2004年8月20日
- ニッチなお仕事（MONDO21）
  - 2004年8月13日
- あざーっす!（TBS）
  - 2005年7月13日
- 奇跡体験!アンビリバボー（フジテレビ）
  - 2006年2月23日
- Gの嵐!（日本テレビ）
  - 2006年3月22日
  - 2006年5月11日
  - 2006年5月18日
  - 2006年7月13日
- くりぃむしちゅーのたりらリでイキます!!（日本テレビ）
  - 2006年12月7日
- ノックアウト・ハウス（TBS）
  - 2009年8月11日
- THE BAWDIES A GO-GO!!（スペースシャワーTV）
  - 2011年6月27日　催眠術で生告知
- KOZY'S NIGHT 負け犬勝ち犬（テレビ東京）
  - 2012年1月11日 「催眠術番付SP 前編」
  - 2012年1月18日 「催眠術番付SP 後編」
  - 2012年3月7日 「緊急事態！第2弾」
- ハックツベリー（テレビ東京）
  - 2014年5月3日
- 5時に夢中!（TOKYO MX）
  - 2014年5月29日
- 武井壮しらべ（TOKYO MX）
  - 2014年8月22日
- スクール革命!（日本テレビ）
  - 2014年11月9日
- 探偵!ナイトスクープ（朝日放送）  
  - 2015年6月19日キュウリ嫌いを治す催眠術
- ダウンタウンのガキの使いやあらへんで!（日本テレビ）
  - 2015年6月21日
- イチマイウワテ（日本テレビ）
  - 2015年7月12日
- ボビー'sスタジアム（テレビ埼玉）
  - 2015年10月1日
- ミュージャック（関西テレビ）
  - 2016年4月29日
- 水曜特番X−MENジャパン（TBS）
  - 2016年6月1日
- ポケモンの家あつまる？（テレビ東京）
  - 2016年6月12日
- ABChanZoo（テレビ東京）
  - 2017年1月21日
- 月曜から夜ふかし（日本テレビ）
  - 2018年6月11日
- AKB48 ネ申テレビ
- ・2018年7月8日・7月15日
- 週末ちぐまや家族（テレビ山口）
- ・2019年3月30日
- ラヴィット（TBS）
  - 2022年4月15日

### ラジオ
- バツラジ（TBSラジオ）
  - 2007年4月10日
- ASIENCE ラジオCM（J-WAVE）
  - 2008年10月12日　エナジーを解放するイメージング
- RADIPEDIA（J-WAVE）
  - 2014年1月17日　木曜ラジペディア（MC ハマ・オカモト）『本音、言えてますか？』コーナー出演

### 雑誌
- 悪用厳禁!「催眠術マスターできるかな？」講座（週刊SPA!）
  - 2007年8月28日発売
- コロコロコミックオンライン「ZOOM越しに催眠術がかけられるのか？」
  - 2020年7月11日公開
- 【コロコロおバカネタ捜索隊】ZOOMでも催眠術に掛かるか超・実・験!!! キミもテキスト越しに試してみよう!!

### ネット配信
- NON STYLE「催眠術」（SoftBank S-1バトル）
  - 2009年7月 「催眠術にかかってみました」
  - 2009年9月 「催眠術にかかってみました2」
- 濡れまんじゅう（GYAO!）
  - 2011年6月20日　＃15 催眠術は本当に効果があるのかを検証！

### DVD
- 「催眠術の掛け方[専門版] (初級 ～上級)」
- 「催眠術の掛け方[専門版] 自己催眠編」
- 「催眠術の掛け方[専門版] 瞬間催眠編 上巻」
- 「催眠術の掛け方[専門版] 瞬間催眠編 下巻」
- 「催眠術の掛け方[専門版] ステージ催眠編」
- 「悟りへの催眠誘導」
- 「NON STYLE LIVE 2009～M-1優勝できました。感謝感謝の1万人動員ツアー」※催眠術監修
- ダイエットDVD「Nicebody（ナイスバディ）」催眠パート監修
- 「暗示感性を上げる」
- 「夢が実現する」

### イベント
- スニッカーズイベント

2012年4月20日 「世界同時催眠」 謎の催眠術師として世界中の大人たちを催眠術でハラペコにするために登場

## その他
S-1バトルKOZY'S NIGHT 負け犬勝ち犬などでNON STYLEとの共演が多数ある中、NON STYLEの石田明に関して「被暗示性の高さは東洋一」と絶賛している。その証拠に、S-1バトルの動画やテレビ番組の放送で、信じがたいほど催眠術にかかった石田を確認できる。このS-1バトルの催眠術動画が大評判を得たことで、NON STYLEのDVD「NON STYLE LIVE 2009～M-1優勝できました。感謝感謝の1万人動員ツアー」では特典として、催眠術パートの撮りおろし映像が収録されている。その後も負け犬勝ち犬等で共演した中、待ち時間中石田に催眠術をかけて遊んでいたため「だから南先生とは共演NGと言ったのに！」と言われている。

## 関連
- 吉田かずお（一般財団法人日本催眠術協会理事長）
- 苫米地英人（一般財団法人日本催眠術協会代表理事）
- 川上剛史（一般財団法人日本催眠術協会理事）